# Šime Bajlo
Šime Bajlo (* 1938 in Zadar) ist ein ehemaliger Radrennfahrer aus dem früheren Jugoslawien und nationaler Meister im Radsport.

## Sportliche Laufbahn
1953 begann er mit dem Radsport und blieb 12 Jahre lang bis 1966 Leistungssportler. Als Junior gewann er drei nationale Titel. 1963 gewann er das Straßenrennen um die jugoslawische Meisterschaft, später weitere Meistertitel in verschiedenen Disziplinen, auch auf der Bahn. Er startete für den heimischen Verein BK Zadar, später für Partizan Belgrad, um auch internationale Rennen fahren zu können. Für die jugoslawische Nationalmannschaft fuhr er die Tunesien-Rundfahrt, gewann 1962 eine Etappe der Bulgarien-Rundfahrt und war 1962 auch am Start der Internationalen Friedensfahrt (in der er ausschied).

## Berufliches
Nach seiner Laufbahn arbeitete er in seiner eigenen Fahrradwerkstatt und war auch als Jugendtrainer tätig.